# Gelocidae
Gelocidae es una familia de artiodactilos tragúlidos extintos. Vivieron entre el Eoceno superior y el Mioceno, se han encontrado restos fósiles en Europa, Asia, África y América del Norte. Su nombre viene del primer género descrito, Gelocus, diez años antes del nombramiento del clado.

## Descripción
Los gelócidos originaron de un antepasado del Eoceno similar a tragúlidos modernos. Así pues, poseen rasgos intermedios entre los rumiantes más primitivos y contemporáneos. Se trataban de animales generalmente no más grandes que un ciervo almizclero con similar plano corporal y dentición pero sin poseer los característicos colmillos. Su principal característica yace en sus largas patas, adaptadas para correr y con los dígitos laterales altamente reducidos, a diferencia de otros artiodactilos arcaicos, similar a rumaintes modernos como el ciervo, sugeriendo una adaptación a las praderas.

## Clasificación
Gelocidae incluye un gran número de géneros poco conocidos o fragmentarios, lo que ha llevado a que en el pasado se le tratase como "clado general o basura" donde fósiles con características intermedias no bien definidas se han adscrito a esta familia. Su género primero Gelocus  permite entender la trayectoria evolutiva del grupo, al verse representado por especies fósiles desde el Eoceno (G. minor) hasta el Mioceno inferior (G. whitworthi). Más allá de estas formas ancestrales, existen géneros más derivados como Floridameryx o Pesudoceras, que presentan adaptaciones para correr mejor y colmillos un tanto pronunciados, pero no tanto como en los almizcleros.
El siguiente cladograma se basa en análisis de S. David Webb (2008) y muestra las relaciones entre los definitivos miembros de Gelocidae, excluyendo a aquellos conocidos de restos altamente fragmentarios (Paragelocus, Pseudogelocus, Phaneromeryx, Gobiomeryx y Pseudomeryx) y aquellos de afiliación incierta.
|  | Gelocus      |
|  |              |
|  | Bachitherium |
|  |              |

| Pseudoceratinae | \| \| Floridameryx \| \| \| \| \| \| Pseudoceras \| \| \| \| |
|                 | \| \| Floridameryx \| \| \| \| \| \| Pseudoceras \| \| \| \| |
|                 | Prodremotherium                                              |
|                 |                                                              |
|                 | Floridameryx                                                 |
|                 |                                                              |
|                 | Pseudoceras                                                  |
|                 |                                                              |

|  | Floridameryx |
|  |              |
|  | Pseudoceras  |
|  |              |

|  | Gelocus      |
|  |              |
|  | Bachitherium |
|  |              |

| Pseudoceratinae | \| \| Floridameryx \| \| \| \| \| \| Pseudoceras \| \| \| \| |
|                 | \| \| Floridameryx \| \| \| \| \| \| Pseudoceras \| \| \| \| |
|                 | Prodremotherium                                              |
|                 |                                                              |
|                 | Floridameryx                                                 |
|                 |                                                              |
|                 | Pseudoceras                                                  |
|                 |                                                              |

|  | Floridameryx |
|  |              |
|  | Pseudoceras  |
|  |              |

El siguiente cladograma presenta la posición de Gelocidae respecto a los rumiantes existentes y extintos, sintetizándo el análisis de Alexandre Hassanin y colegas (2003)  y el análisis morfológico de especies extintas de Vislobokova (2001).
|  | †Praetragulidae  |
|  |                  |
|  | †Hypertragulidae |
|  |                  |
|  | †Hypisodontidae  |
|  |                  |

|                   | †Lophiomerycidae                                               |
|                   |                                                                |
| †Archaeomerycidae | \| \| †Gelocidae \| \| \| \| \| \| †Leptomerycidae \| \| \| \| |
|                   | \| \| †Gelocidae \| \| \| \| \| \| †Leptomerycidae \| \| \| \| |
|                   | Tragulidae                                                     |
|                   |                                                                |
|                   | †Gelocidae                                                     |
|                   |                                                                |
|                   | †Leptomerycidae                                                |
|                   |                                                                |

|  | †Gelocidae      |
|  |                 |
|  | †Leptomerycidae |
|  |                 |

|  | †Praetragulidae  |
|  |                  |
|  | †Hypertragulidae |
|  |                  |
|  | †Hypisodontidae  |
|  |                  |

|                   | †Lophiomerycidae                                               |
|                   |                                                                |
| †Archaeomerycidae | \| \| †Gelocidae \| \| \| \| \| \| †Leptomerycidae \| \| \| \| |
|                   | \| \| †Gelocidae \| \| \| \| \| \| †Leptomerycidae \| \| \| \| |
|                   | Tragulidae                                                     |
|                   |                                                                |
|                   | †Gelocidae                                                     |
|                   |                                                                |
|                   | †Leptomerycidae                                                |
|                   |                                                                |

|  | †Gelocidae      |
|  |                 |
|  | †Leptomerycidae |
|  |                 |

|  | Cervidae                                              |
|  |                                                       |
|  | \| \| Bovidae \| \| \| \| \| \| Moschidae \| \| \| \| |
|  |                                                       |
|  | Bovidae                                               |
|  |                                                       |
|  | Moschidae                                             |
|  |                                                       |

|  | Bovidae   |
|  |           |
|  | Moschidae |
|  |           |

|  | Cervidae                                              |
|  |                                                       |
|  | \| \| Bovidae \| \| \| \| \| \| Moschidae \| \| \| \| |
|  |                                                       |
|  | Bovidae                                               |
|  |                                                       |
|  | Moschidae                                             |
|  |                                                       |

|  | Bovidae   |
|  |           |
|  | Moschidae |
|  |           |

|  | †Praetragulidae  |
|  |                  |
|  | †Hypertragulidae |
|  |                  |
|  | †Hypisodontidae  |
|  |                  |

|                   | †Lophiomerycidae                                               |
|                   |                                                                |
| †Archaeomerycidae | \| \| †Gelocidae \| \| \| \| \| \| †Leptomerycidae \| \| \| \| |
|                   | \| \| †Gelocidae \| \| \| \| \| \| †Leptomerycidae \| \| \| \| |
|                   | Tragulidae                                                     |
|                   |                                                                |
|                   | †Gelocidae                                                     |
|                   |                                                                |
|                   | †Leptomerycidae                                                |
|                   |                                                                |

|  | †Gelocidae      |
|  |                 |
|  | †Leptomerycidae |
|  |                 |

|  | †Praetragulidae  |
|  |                  |
|  | †Hypertragulidae |
|  |                  |
|  | †Hypisodontidae  |
|  |                  |

|                   | †Lophiomerycidae                                               |
|                   |                                                                |
| †Archaeomerycidae | \| \| †Gelocidae \| \| \| \| \| \| †Leptomerycidae \| \| \| \| |
|                   | \| \| †Gelocidae \| \| \| \| \| \| †Leptomerycidae \| \| \| \| |
|                   | Tragulidae                                                     |
|                   |                                                                |
|                   | †Gelocidae                                                     |
|                   |                                                                |
|                   | †Leptomerycidae                                                |
|                   |                                                                |

|  | †Gelocidae      |
|  |                 |
|  | †Leptomerycidae |
|  |                 |

|  | Cervidae                                              |
|  |                                                       |
|  | \| \| Bovidae \| \| \| \| \| \| Moschidae \| \| \| \| |
|  |                                                       |
|  | Bovidae                                               |
|  |                                                       |
|  | Moschidae                                             |
|  |                                                       |

|  | Bovidae   |
|  |           |
|  | Moschidae |
|  |           |

|  | Cervidae                                              |
|  |                                                       |
|  | \| \| Bovidae \| \| \| \| \| \| Moschidae \| \| \| \| |
|  |                                                       |
|  | Bovidae                                               |
|  |                                                       |
|  | Moschidae                                             |
|  |                                                       |

|  | Bovidae   |
|  |           |
|  | Moschidae |
|  |           |